# Roda (arti marziali)

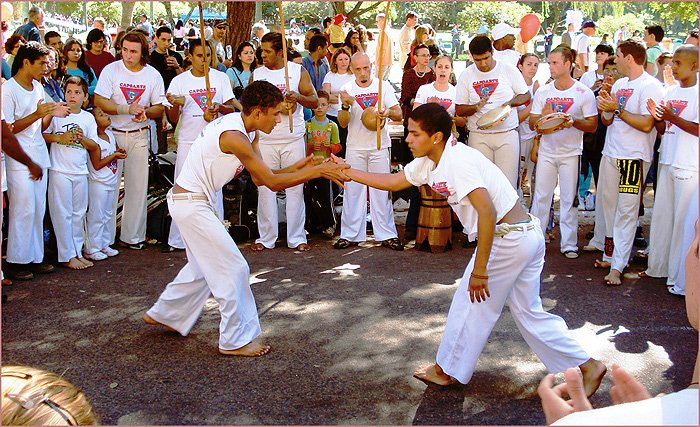
Roda de samba

La roda è il luogo in cui si pratica la capoeira. È un cerchio più o meno grande a seconda del tempo del berimbao (ad esempio quando c'è angola, un ritmo molto lento, il cerchio è molto stretto per dare più scenicità al gioco) composto da persone sedute a terra se è una roda de capoeira invece in piedi se è roda de samba.
Ad un lato del cerchio si piazzano i musicisti in cui il berimbao è il più importante, sta al centro dei musicisti e può essere di tre tipi: grande, per i suoni gravi, piccolo, per i suoni acuti, e medio, che può fare suoni gravi e acuti. Poi segue la atabaque, un grande tamburo conga, il pandeiro, un tamburello a piattini, e la agogô, due campane di diversa grandezza suonate con un'asticella di legno. 
La grandezza della roda può variare da un diametro di tre metri fino a un diametro di più di dieci metri, e può essere formata da una dozzina di capoeristi come da più di cento. La roda si può formare in qualsiasi luogo, in ambienti chiusi o all'aperto, sul cemento, sull'asfalto, sulla terra, sulla sabbia, per strada, in spiaggia in campagna, in palestra.
La roda per i brasiliani è un grande simbolo di unità della popolazione.